# Pont Wilson (Lyon)
Die Pont Wilson ist eine Straßenbrücke in Lyon über die Rhône. Sie verbindet die Rue Childebert im 2. Arrondissement auf der von Saône und Rhône gebildeten Halbinsel mit der Rue Servient im 3. Arrondissement am linken Ufer.
Die nächste Brücke flussaufwärts ist die Pont Lafayette, flussabwärts folgt die Pont de la Guillotière, danach die Pont de l’Université.

## Beschreibung
Die 220 m lange und 20 m breite Brücke hat vier Fahrspuren im Einbahnstraßenverkehr vom linken, östlichen zum rechten, westlichen Ufer sowie zwei 4,5 m breite Geh- und Radwege.
Sie besteht aus vier Segmentbögen mit Spannweiten von 45 + 49 + 49 + 45 m und einem 19 m weiten Rundbogen. Der in Flussrichtung rechte, westliche Bogen verschwindet fast zur Hälfte unter einer späteren Verbreiterung der Uferpromenade. Der linke Bogen überspannt den Kai mit den Uferanlagen und einem Radweg. Unter dem Rundbogen führt ein weiterer Weg hindurch.
Jedes Brückenfeld besteht aus zwei parallelen, 5,05 m breiten, aus Kalksteinen gemauerten Bögen im Abstand von 10,8 m, die sich auf Kämpfergelenke an den Widerlagern und an den etwa 3 m breiten Mauerwerkspfeilern abstützen.  Das Brückendeck besteht aus einer aufgeständerten  Stahlbetonplatte, die den Zwischenraum zwischen den Bögen überspannt.

## Geschichte
Die seit 1907 geführten Diskussionen über den Bau einer Pont de la Victoire genannten Hängebrücke endeten 1912 mit dem Beschluss, eine Bogenbrücke nach dem System von Paul Séjourné zu bauen. Die Arbeiten begannen im Oktober 1912 und wurden wohl 1916 während des Ersten Weltkriegs fertiggestellt. Die feierliche Einweihung fand jedoch erst am 14. Juli 1918, dem Nationalfeiertag, mit einer Parade amerikanischer, britischer, italienischer und französischer Truppen statt. Dabei wurde sie nach Woodrow Wilson benannt, dem Präsidenten der USA, die im Jahr zuvor in den Krieg eingetreten waren.
Im Zweiten Weltkrieg wurde 1944 der linke Bogen von deutschen Truppen gesprengt. 1948 wurde er identisch wiederhergestellt.